# Xã Eddy, Quận Clearwater, Minnesota
Xã Eddy (tiếng Anh: Eddy Township) là một xã thuộc quận Clearwater, tiểu bang Minnesota, Hoa Kỳ. Năm 2010, dân số của xã này là 339 người.